# Ranqueles
Ranqueles is een kevergeslacht uit de familie van de boktorren (Cerambycidae). De wetenschappelijke naam van het geslacht werd voor het eerst geldig gepubliceerd in 1906 door Gounelle.

## Soorten
Ranqueles omvat de volgende soorten:
- Ranqueles gounellei Bosq, 1947
- Ranqueles mus Gounelle, 1906
- Ranqueles steparius Di Iorio, 1996